# Artjom Alexandrowitsch Chadschibekow
Artjom Alexandrowitsch Chadschibekow (russisch Артём Александрович Хаджибеков; * 20. April 1970 in Obninsk, Russische SFSR) ist ein ehemaliger russischer Sportschütze.

## Erfolge
Artjom Chadschibekow, der für ZSKA Moskau startete, nahm an fünf Olympischen Spielen teil. Bei den Olympischen Spielen 1996 kam er mit dem Luftgewehr mit 594 Punkten als Dritter der Qualifikation ins Finale, in dem er weitere 101,7 Punkte erzielte und mit insgesamt 695,7, einem neuen olympischen Rekord, vor Wolfram Waibel und Jean-Pierre Amat Olympiasieger wurde. Mit dem Kleinkalibergewehr belegte er im Dreistellungskampf Rang 13, im liegenden Anschlag Rang 20. Vier Jahre darauf gelang ihm in Sydney in allen drei Konkurrenzen der Finaleinzug. Mit dem Luftgewehr platzierte er sich, mit insgesamt 695,1 Punkten, hinter Cai Yalin auf dem Silberrang. Im liegenden Anschlag mit dem Kleinkaliber wurde er Sechster, während er im Dreistellungskampf als Vierter knapp eine weitere Medaille verpasste. 2004 kam er in Athen mit dem Luftgewehr nicht über den 24. Platz hinaus. Im liegenden Anschlag mit dem Kleinkaliber fehlte ihm ein Punkt zur Finalteilnahme und schloss die Konkurrenz auf dem neunten Rang ab. Den Dreistellungskampf beendete Chadschibekow auf dem fünften Platz. Bei den Spielen 2008 in Peking und 2012 in London trat er nur noch in den beiden Kleinkaliber-Konkurrenzen an, eine Top-Ten-Platzierung gelang ihm dabei aber nicht mehr.
Chadschibekow wurde 1998 in Barcelona mit dem Luftgewehr in der Einzel- und der Mannschaftskonkurrenz Weltmeister, während er mit der Kleinkaliber-Mannschaft im Dreistellungskampf Bronze gewann. Bereits 1994 hatte er in Mailand mit der Luftgewehr-Mannschaft Bronze gewonnen. 2002 folgten in Lahti Titelgewinne in den Mannschaftskonkurrenzen mit dem Luftgewehr und dem Kleinkaliber-Dreistellungskampf. Vier Jahre darauf wurde er in Zagreb in letzterer Disziplin sowohl im Einzel als auch mit der Mannschaft Weltmeister.